# Bilanga
Bilanga ist sowohl eine Gemeinde (französisch commune rurale) als auch ein dasselbe Gebiet umfassendes Departement im westafrikanischen Staat Burkina Faso, in der Region Est und der Provinz Gnagna. Die Gemeinde hat in 60 Dörfern 92.265 Einwohner.

## Persönlichkeiten
- Tinguizi (um 1913–1983), Erzähler